# Marc Ambert
Pour les articles homonymes, voir Ambert (homonymie).
Pas d'image ? Cliquez ici

a Compétitions nationales et continentales officielles uniquement.

b Matchs officiels uniquement.
Marc Ambert, né le 30 juin 1954 à Pia, est un joueur et dirigeant français de rugby à XIII qui a joué au poste de deuxième ligne dans les années 1970 et 1980. 
Il est le fils de Daniel Ambert. Son frère, Philippe Ambert, a été également joueur de rugby à XIII.

## Palmarès
- Collectif : 
  - Vainqueur de la Coupe d'Europe des nations : 1981 (France).
  - Vainqueur de la Coupe de France : 1975 (Pia).